# 杨店乡 (息县)
杨店乡，是中华人民共和国河南省信阳市息县下辖的一个乡镇级行政单位。

## 行政区划
杨店乡下辖以下地区：
杨店村、安寨村、何庄村、李大庄村、李围孜村、李寨村、龙庙村、南徐楼村、十里桥村、时大庄村、时围孜村、双河村、汤湾村、棠集村、汪楼村、杨围孜村、永红村、喻庄村、张围孜村和朱鹤村。